# 네지메정
네지메정(일본어: 根占町)은 일본 가고시마현 남동부 기모쓰키군에 있던 정이다. 현재의  미나미오스미정 북부에 해당한다.

## 역사
- 1889년 4월 1일 - 정촌제 시헹에 의해 현재의 정역에 해당하는 미나미오스미군 고네지메촌이 성립하였다.
- 1896년 3월 29일 - 고네지메촌 관할권이 기모쓰키군으로 변경되었다.
- 1941년 1월 1일 - 고네지메촌이 정으로 승격해 네지메정이 되었다.
- 1941년 1월 1일 - 고네지메촌이 정으로 승격해 네지메정이 되었다.
- 2005년 3월 31일 - 사타정과 신설합병해 미나미오스미정이 성립하였다. 동일 네지메정은 폐지되었다.

## 인구
네지메정에 해당하는 지역의 인구 추이단위：명。
|      | 1955년 | - | 1975년 | 1980년 | 1985년 | 1990년 | 1995년 | 2000년 | 2005년 | 201년 |
| 人口 | 13,589 | - | 9,313  | 9,652  | 8,213  | 7,768  | 7,322  | 6,945  | 6,604  | 6,066 |

네지메정에 해당하는 지역의 연령별 인구단위: 명. 괄호 안은 뿌리지역 인구 대비 비율。

(유소년 인구: 0세~14세, 생산가능인구: 15세~64세, 노령인구: 65세 이상)
|        | 젊은 인구    | 생산가능인구 | 노인인구     |
| 1995년 | 1,123(15.3%) | 4,215(57.6%) | 1,984(27.1%) |
| 2010년 | 666(11.0%)   | 3,026(49.9%) | 2,374(39.1%) |

## 교통

### 도로
- 국도 269호선

## 참고 문헌
- 角川日本地名大辞典編纂委員会,『角川日本地名大辞典 鹿児島県』1983, 角川書店

1. ↑  大隅地域 2016, 67쪽.
2. ↑  大隅地域 2016, 70쪽.